# Alejandro Helios
Alejandro Helios (Griego: ο Αλέξανδρος Ήλιος, 40 a. C. - 29 a. C. o 25 a. C.) era un príncipe ptolemaico, el mayor de los hijos de Cleopatra y Marco Antonio, junto con su hermana melliza Cleopatra Selene II.
Marco Antonio lo llamó Alejandro en honor a sus ancestros griegos. Su segundo nombre en griego antiguo significa sol; como contrapartida, su hermana se llamaba Cleopatra Selene, luna.
Alejandro Helios nació y creció en Alejandría, Egipto y al igual que sus hermanos y todos los anteriores reyes, reinas, príncipes y princesas tolemaicos, recibió una esmerada educación por parte de preceptores griegos. A finales de 34 a. C. en las Donaciones de Alejandría, sus padres le nombraron rey de Armenia, Media y Partia. Estos reinos habían sido gobernados por Artavasdes II de Armenia (a quien Marco Antonio capturó), Artavasdes I de Media y Fraates IV de Partia. En 33 a. C. le prometieron en matrimonio con Iotapa, la hija de Artavasdes I.
Cuando Marco Antonio y Cleopatra fueron derrotados por Octavio (el futuro emperador César Augusto) en la batalla de Actium en 31 a. C., y al año siguiente murieron, Iotapa abandonó Egipto y regresó con su padre, y Octavio llevó a Alejandro Helios y a sus hermanos Cleopatra Selene y Ptolemeo Filadelfo a Italia. Octavio celebró su triunfo militar en Roma desfilando con los tres huérfanos encadenados detrás de su carro, y luego se los entregó a su propia hermana Octavia, esposa de Marco Antonio, que ya cuidaba de los hijos de anteriores matrimonios de Antonio. El destino de Alejandro Helios es desconocido; Plutarco indica que el único hijo de Antonio que Octavio mató fue a su primogénito, Marco Antonio Antilo, pero ninguna fuente menciona un posible servicio militar, carrera política, implicación en escándalos, planes de matrimonio o descendientes, como sería de esperar si hubiera sobrevivido hasta la edad adulta. Puede ocurrir que muriese de enfermedad en Roma o que siguiese a su hermana a Mauritania cuando Augusto la casó con Juba II de Numidia, ya que vivía en esa fecha.

## Epónimos
Uno de los dos satélites del asteroide (216) Cleopatra fue nombrado Alexhelios (S/2011 (216)1) en su honor.